# شدار
شدار  قرية سوريّة تتبع إداريّاً لمحافظة حلب منطقة الباب ناحية عريمة، بلغ تعداد سكانها 778 نسمة حسب التعداد السكاني لعام 2004. شدار تقع في منطقة شهدت وجودًا آراميًا وسريانيًا قويًا في التاريخ، فمن المرجح أن يكون الاسم مشتقًا من جذور آرامية-سريانية تعني “مكان واسع” أو “منطقة ممتدة،  عبر التاريخ، لم تكن شدار مجرد قرية صغيرة، بل كانت شاهدة على أحداث دامية غيّرت مسارها مرارًا. أحد أكثر الفصول المأساوية في تاريخها كان خلال الغزو المغولي، حين تعرضت للإبادة الكاملة، وقُتل أهلها أو فرّوا، لتتحول إلى قرية مهجورة. ومع ذلك، لم يكن هذا الاختفاء نهائيًا، ففي كل مرة كان السكان يعودون ليعيدوا بناءها، وكأن الأرض نفسها ترفض أن تُمحى من التاريخ. تعرضت شدار لعدة موجات من الدمار والهجران، لكنها دائمًا ما كانت تعود للحياة، كأنها طائر فينيق يولد من رماده.